# Paranauchenia
Paranauchenia é um gênero extinto de litopterno sul-americano, relacionado com Macrauchenia, pertencente à mesma família, Macraucheniidae. Foi descrita uma espécie, Paranauchenia denticulata, do Mioceno Superior da Argentina.